# 松本磨林
松本 磨林（まつもと まりん、1988年12月30日 - ）は、埼玉県狭山市出身の元サッカー選手。パラグアイ、ボリビアのサッカークラブに所属。
帰国後はお笑い芸人に転身。現在は吉本興業のピン芸人のマリンボブとして活動し、芸人×サッカーチーム「SMILERS（スマイラーズ）」にも所属している。

## 経歴
埼玉県立川越初雁高等学校のサッカー部に所属していた当時は、控えのGKとして活動していた。しかし、2004年トヨタカップでオンセ・カルダスのGKとして出場していたファン・カルロス・エナオのプレーに衝撃を受け、南米サッカーへの挑戦を決心する。
18歳で南米に単身でわたり、半年後にフィールドプレーヤーに転身。クルブ・オリンピアのU-20、フマイタF.B.C.などパラグアイのサッカークラブに計4年間所属。リーグの年齢制限を受けて一時帰国。その後デポルティーボ・アレマン・デ・スクレ、ラ・マキナビエハ・ミルトン・メルガールなどボリビアのサッカークラブに計4年間所属。同じチームのベテランFWのプレーに心が折れて帰国するまで、あわせて合計8年間活動した。
帰国後は吉本興業所属のお笑い芸人となり、自身のSNSやYoutubeなどで「南米サッカーあるある」の配信活動などをしている。

## 所属歴
- 埼玉県立川越初雁高等学校
- クルブ・オリンピアU-20（パラグアイ1部リーグ下部組織）
- フマイタF.B.C.（英語版）（パラグアイ4部）
- ヘネラルカバジェーロ・デ・カンポグランデ（パラグアイ4部、3部）
- サンマルティン（ボリビアサンタクルス州2部）
- ラ・マキナビエハ・ミルトン・メルガール（ボリビアサンタクルス州2部）
- デポルティーボ・アレマン・デ・スクレ（ボリビアチュキサカ州1部）

出典は、SMILERSメンバープロフィール。